# Kim Ji-eun
Kim Ji-eun (em coreano : 김지은; nascida em 9 de outubro de 1993) é uma atriz sul-coreana. Ela é mais conhecida por seus papéis nas séries de televisão The Veil (2021), Again My Life (2022) e One Dollar Lawyer (2022).

## Carreira

### Início de carreira
Kim Ji-eun começou oficialmente a trabalhar na indústria do entretenimento como modelo comercial para Bacchus-F (2016). Para atrair a atenção das agências de gerenciamento de atores, Kim participou de algumas filmagens de videoclipes, trabalhou como membro da equipe e fez audições independentes.

### 2019–presente: estreia mainstream e popularidade crescente
O primeiro casting de Kim depois que ela assinou com sua atual agência HB Entertainment, foi um filme de 2019 Long Live the King . No mesmo ano, ela desempenhou seu primeiro papel importante na série de suspense policial da OCN, Hell Is Other People .
Em 2021, Kim ganhou reconhecimento com seu papel como agente do NIS que ingressou no bureau devido a uma agenda pessoal no thriller de espionagem da MBC, The Veil .
Pouco depois de The Veil, Kim foi escalada como protagonista feminina pela primeira vez na série de ação e fantasia da SBS de 2022, Again My Life, como a única filha de um conglomerado que se envolveu na batalha pela sucessão. No mesmo ano ela interpreta uma estagiária jurídica oriunda de prestigiados advogados da família com outra série da SBS, a comédia jurídica One Dollar Lawyer .

## Filmografia

### Filmes
| Ano  | Título             | Papel                  | Notas | Ref.   |
| ---- | ------------------ | ---------------------- | ----- | ------ |
| 2015 | Tatoo              | Namorada               |       |        |
| 2018 | The Drug King      | Esposa de Choi Jin-pil |       | [ 12 ] |
| 2019 | Long Live the King | Joon                   |       | [ 4 ]  |

### Séries de televisão
| Ano  | Título                          | Papel         | Notas                      | Ref.   |
| ---- | ------------------------------- | ------------- | -------------------------- | ------ |
| 2018 | Nice Witch                      | Wang Ji-yeong |                            | [ 13 ] |
| 2018 | Lovely Horribly                 | Lee Soo-jeong |                            | [ 14 ] |
| 2018 | Children of Nobody              | Min-joo       |                            | [ 15 ] |
| 2019 | Doctor Prisioner                | Oh Min-jeong  | Aparição (Episódio 10, 12) | [ 16 ] |
| 2019 | Hell is Other People            | Min Ji-eun    |                            | [ 17 ] |
| 2021 | The Veil                        | Yoo Je-yi     |                            | [ 18 ] |
| 2022 | Again my Life                   | Kim Hee-ah    |                            | [ 19 ] |
| 2022 | One Dollar Lawyer               | Baek Ma-ri    |                            | [ 20 ] |
| 2023 | Waiting For You For A Long Time |               |                            | [ 21 ] |

### Séries web
| Ano  | Título                           | Papel   | Ref.   |
| ---- | -------------------------------- | ------- | ------ |
| 2017 | The Best Moment To Quit Your Job | Hyun-yi | [ 22 ] |
| 2019 | I Have Three Boyfriends          | Ra-hee  | [ 23 ] |

### Web shows
| Ano  | Título             | Papel   | Notas                     | Ref.   |
| ---- | ------------------ | ------- | ------------------------- | ------ |
| 2023 | Nineteen to Twenty | Hóspede | com Kyuhyun e Lee Su-hyun | [ 24 ] |

### Aparições em videoclipes
| Ano  | Título da música                           | Artista        | Ref.   |
| ---- | ------------------------------------------ | -------------- | ------ |
| 2016 | "Sugarfree Girl" (무설탕소녀)              | Coin Classic   | [ 25 ] |
| 2016 | "So-So" (쏘쏘)                             | Baek A-yeon    | [ 26 ] |
| 2016 | "Promise (I'll Be)"                        | 2PM            | [ 27 ] |
| 2017 | "Lovesick" (사랑앓이) (part. Kim Na-young) | F.T. Island    | [ 28 ] |
| 2017 | "What Can I Do" (좋은걸 뭐 어떡해)         | Day6           | [ 29 ] |
| 2017 | "I Loved You"                              | Day6           | [ 29 ] |
| 2017 | "When You Love Someone" (그렇더라고요)     | Day6           | [ 29 ] |
| 2017 | "Hibernation" (겨울잠)                     | Yesung         | [ 30 ] |
| 2017 | "Ghood Morning" (오늘도)                   | Junoflo        | [ 31 ] |
| 2018 | "Premonition" (느낌)                       | Paul Kim       | [ 32 ] |
| 2018 | "Sudden Shower" (소나기) (part. 10cm)      | Yong Jun-hyung | [ 33 ] |
| 2021 | "Unthinkable" (말이 안 돼)                 | F.T. Island    | [ 34 ] |

## Prêmios e indicações
| Cerimônia de premiação                  | Ano  | Categoria                                                           | Nomeado / Trabalho      | Resultado | Ref.   |
| --------------------------------------- | ---- | ------------------------------------------------------------------- | ----------------------- | --------- | ------ |
| Prêmios de modelo da Ásia               | 2021 | Prêmio Novas Estrelas                                               | The Veil                | Venceu    | [ 35 ] |
| Prêmios Drama MBC                       | 2021 | Melhor nova atriz                                                   | The Veil                | Venceu    | [ 36 ] |
| Prêmios de Drama SBS                    | 2022 | Prêmio de Excelência, Atriz em Minissérie Romance/Comédia Dramática | One Dollar Lawyer       | Venceu    | [ 37 ] |
| Prêmios de Drama SBS                    | 2022 | Prêmio de Excelência, Atriz em Minissérie Gênero/Fantasia Drama     | One Dollar Lawyer       | Indicada  | [ 38 ] |
| Prêmios Internacionais de Drama de Seul | 2020 | Melhor Atriz em Drama Hallyu                                        | I Have Three Boyfriends | Indicada  | [ 39 ] |